# Euclimacia rufocincta
Euclimacia rufocincta is een insect uit de familie van de Mantispidae, die tot de orde netvleugeligen (Neuroptera) behoort. 
Euclimacia rufocincta is voor het eerst wetenschappelijk beschreven door Handschin in 1961.